# Gościejewo (Mazovie)
Pour les articles homonymes, voir Gościejewo.
Gościejewo (prononciation : [ɡɔɕt͡ɕɛˈjɛvɔ]) est un village polonais de la gmina de Karniewo dans le powiat de Maków de la voïvodie de Mazovie dans le centre-est de la Pologne.
Il se situe à environ 8 kilomètres au sud-est de Karniewo (siège de la gmina), 10 kilomètres au sud de Maków Mazowiecki (siège du powiat) et à 63 kilomètres au nord de Varsovie (capitale de la Pologne).

## Histoire
De 1975 à 1998, le village appartenait administrativement à la voïvodie de Ciechanów.